# 三角叶薯蓣
三角叶薯蓣（学名：Dioscorea deltoidea）是薯蓣科薯蓣属的植物。分布于印度、老挝、尼泊尔、巴基斯坦、阿富汗以及中国大陆的西藏等地，生长于海拔2,000米至4,000米的地区，常生于灌木丛中以及沟谷阔叶林中，目前尚未由人工引种栽培。

## 异名
- Dioscorea deltoidea var. orbiculata Prain et Burkill

## 保育狀況
其被列為《瀕危野生動植物種國際貿易公約》（CITES）附錄二的物種，被限制出口及貿易。